# Ramonas
Ramonas ist ein litauischer männlicher Familienname, abgeleitet vom Wort ramus, dt. „ruhig“.

## Weibliche Formen
- Ramonaitė (ledig)
- Ramonienė (verheiratet)

## Namensträger
- Gintaras Ramonas (1962–1997),  Politiker
- Jonas Ramonas (* 1960), Politiker
- Regimantas Ramonas (* 1945),  Politiker, Bürgermeister von Biržai